# Pístový motor

Průřez dvoudobým, přeplňovaným, zážehovým motorem typu boxer s protiběžnými písty a společným spalovacím prostorem

Pístový motor je typ motoru, přeměňující tlakovou energii a/nebo tepelnou energii pracovní tekutiny na mechanickou energii. Základní pohyblivou součástkou těchto strojů je píst. Pohyb pístu vyvolává expanze plynné náplně nebo přítok náplně (kapalné nebo plynné).

## Rozdělení pístových motorů
Podle hlavního pracovního pohybu a směru působení pracovního média na píst:
- s rotačním pístem, např. Wankelův motor,
- s přímočarým vratným pohybem:
  - jednočinné – pracovní médium působí jen na jednu stranu pístu, požadovaná práce stroje se vykonává jen při jednom směru pohybu (typické pro zážehový motor),
  - dvojčinné – pracovní médium působí z obou stran pístu, požadovaná práce se vykonává při obou směrech pohybu (typické pro parní stroj použitý k pohonu vozidla).

Podle typu vstupní energie na:
- spalovací - využívá se tepelná a tlaková energie spalin,
- plynové – využívá se tepelná a tlaková energie pracovního plynu,
- hydraulické – využívá se tlaková energie pracovní kapaliny,
- pneumatické – využívá se tlaková energie pracovního plynu.